# جنیفر انیستون
جنیفر جوآنا انیستون (به انگلیسی: Jennifer Joanna Aniston) (زاده ۱۱ فوریهٔ ۱۹۶۹ در شرمن اوکس، لس آنجلس، کالیفرنیا) هنرپیشه آمریکایی و برنده جایزه امی است. او در یونان، کالیفرنیا و نیویورک بزرگ شده و بزرگ‌ترین موفقیت خود را در سریال تلویزیونی دوستان به دست آورده‌است.
در نظرسنجی هفته‌نامه پیپل (People)، جنیفر آنیستون به عنوان زیباترین زن جهان در سال ۲۰۱۶ انتخاب شد.وی در اقدامی جالب و خیر خواهانه عکس نیمه برهنه سیاه سفید خود را که در سریال  تلویزیونی دوستان گرفته بود، برای کمک به مبارزه با بیماری کرونا به حراج گذاشت.

## زندگی شخصی
جنیفر انیستون از پدری یونانی و مادری امریکایی متولد شده.
او بین سال‌های ۲۰۰۰ تا ۲۰۰۵ همسر برد پیت بود. سپس از سال ۲۰۱۱ تا ۲۰۱۵ با جاستین ثرو رابطه دوستی برقرار کرد. این دو در سال ۲۰۱۵ با یکدیگر ازدواج کرده و در سال ۲۰۱۷ جدا شدند.

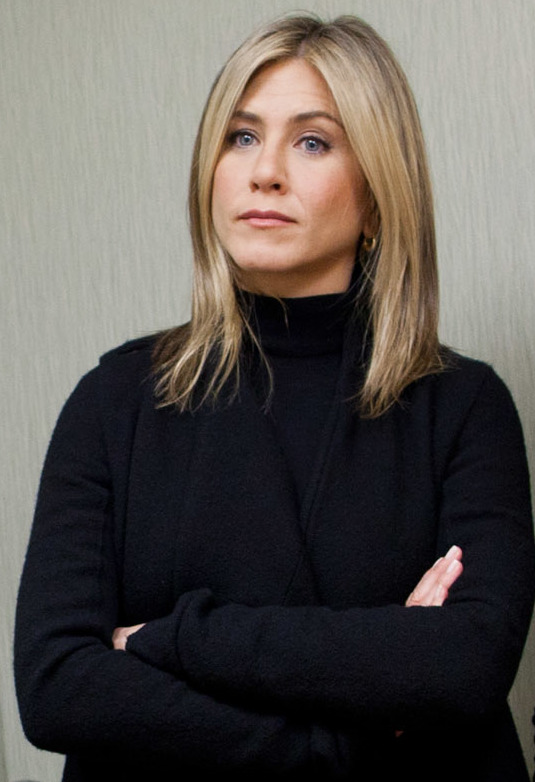
آنیستون، سال ۲۰۱۱

شایعاتی از ارتباط او با باراک اوباما منتشر شده است؛ برخی ، حضور تنهای اوباما بدون همسرش میشل اوباما در مراسم تحلیف دونالد ترامپ را به همین شایعه مرتبط میدانند.

## فیلم‌شناسی

### سینمایی
| سال  | عنوان                  | نقش                  | توضیحات            |
| ---- | ---------------------- | -------------------- | ------------------ |
| ۱۹۹۳ | لپرکان                 |                      | آغاز بازیگری       |
| ۱۹۹۶ | او شماره یک است        | رنه فیتس‌پاتریک       |                    |
| ۱۹۹۷ | تصویر کامل             | کیت موزلی            |                    |
| ۱۹۹۷ | تا تو بودی             |                      |                    |
| ۱۹۹۸ | چیز مورد علاقهٔ من      |                      |                    |
| ۱۹۹۸ | خط صورتی نازک          |                      |                    |
| ۱۹۹۸ | رویایی برای یک بی‌خوابی |                      |                    |
| ۱۹۹۹ | محیط اداره             |                      |                    |
| ۲۰۰۱ | ستاره راک              |                      |                    |
| ۲۰۰۲ | دختر خوب               |                      |                    |
| ۲۰۰۳ | بروس قادر مطلق         |                      |                    |
| ۲۰۰۴ | و سپس پولی آمد         | پولی پرینس           |                    |
| ۲۰۰۵ | خرابکاری               | لیندا هریس/جِین       |                    |
| ۲۰۰۵ | شایعه شده…             | سارا هاتینگر         |                    |
| ۲۰۰۶ | دوستان همراه پول       | اولیویا              |                    |
| ۲۰۰۶ | جدایی                  |                      |                    |
| ۲۰۰۷ | خاطرات                 |                      |                    |
| ۲۰۰۸ | مدیریت                 | سو کلاسن             | و تهیه‌کننده اجرایی |
| ۲۰۰۸ | مارلی و من             |                      |                    |
| ۲۰۰۹ | عشق پیش می‌آید          |                      |                    |
| ۲۰۰۹ | با تو حال نمی‌کند       |                      |                    |
| ۲۰۱۰ | رئیس‌های وحشتناک        | دکتر جولیا هریس      |                    |
| ۲۰۱۰ | شکارچی جایزه‌بگیر       | نیکول هارلی          |                    |
| ۲۰۱۰ | تعویض                  | کَسی                  |                    |
| ۲۰۱۱ | فقط باهاش کنار بیا     |                      |                    |
| ۲۰۱۲ | عشق سفر                | لیندا جِرجِنبلات       |                    |
| ۲۰۱۳ | ما میلرها هستیم        |                      |                    |
| ۲۰۱۴ | زندگی تبهکاری          | مارگارت «میکی» داسون | و تهیه‌کننده اجرایی |
| ۲۰۱۴ | کیک                    |                      | فیلمی در ژانر درام |
| ۲۰۱۴ | رئیس‌های وحشتناک ۲      | دکتر جولیا هریس      |                    |
| ۲۰۱۵ | اونجوری بامزه است      |                      |                    |
| ۲۰۱۶ | روز مادر               |                      |                    |
| ۲۰۱۶ | لک‌لک‌ها                 | مادر نیت             |                    |
| ۲۰۱۶ | مهمانی کریسمس اداره    |                      |                    |
| ۲۰۱۷ | پرنده‌های زرد           | مارین                |                    |
| ۲۰۱۸ | دامپلین                | رزی دیکسون           |                    |
| ۲۰۱۹ | راز جنایت              | آلیسون               |                    |
| ۲۰۲۱ | دوستان: تجدید دیدار    | خودش                 |                    |
| ۲۰۲۳ | راز جنایت ۲            | آلیسون               |                    |

### مجموعه تلویزیونی
- فرندز، (۲۰۰۴–۱۹۹۴) در نقش ریچل گرین
- برنامه صبحگاهی، (۲۰۱۹–اکنون) در نقش الکس لیوی